# Ploceus xanthops
Ploceus xanthops là một loài chim trong họ Ploceidae.